# Friedrich Wallisch
Friedrich Wallisch (* 31. Mai 1890 in Mährisch-Weißkirchen; † 7. Februar 1969 in Wien) war ein österreichischer Erzähler, Dramatiker, Lyriker und Arzt.

## Leben
Wallisch hatte wohlhabende Eltern, sein Vater war Wilhelm Wallisch. Er diente im Ersten Weltkrieg in der k.u.k. Kriegsmarine und war 1914 in Albanien. Dort leitete er die akademische Abteilung des österreichischen Flottenverbandes. Zur selben Zeit berichtete er über die kurze Herrschaft des Fürsten Wilhelm zu Wied (1876–1945). Nach dem Ende des Ersten Weltkrieges studierte Wallisch Medizin und promovierte 1922. Doch arbeitete er nie als Arzt, sondern gründete 1923 in Wien den Europäischen Verlag Dr. Friedrich Wallisch und widmete sich literarischer und publizistischer Tätigkeit. Er verfasste Lyrik, Essays, Novellen, Biographien, Reisebücher und Theaterstücke. Er verfasste zahlreiche breitangelegte, handlungsreiche realistische Romane, die sprachliche Eleganz zeigen. Im Jahre 1929 gründete er die Österreichisch-Albanische Gesellschaft und im Jahre 1954 den Schutzverband der österreichischen Schriftsteller, dessen Präsident er auch war. Der Schutzverband der österreichischen Schriftsteller war Teil des von Eduard Ludwig 1946 gegründeten Verbands der Geistig Schaffenden Österreichs.
Am 1. Juni 1938 beantragte er die Aufnahme in die NSDAP und wurde rückwirkend zum 1. Mai 1933 aufgenommen (Mitgliedsnummer 1.623.037). Er war als Blockwart aktiv, musste aber als „Halbjude“ 1941 die Partei verlassen.

## Werke (Auswahl)
- Der Adler des Skanderbeg: Albanische Briefe aus dem Frühjahr 1914. Briefroman, 1914.
- Narrenspiegel der Liebe. Erzählungen, 1918.
- Das verborgene Feuer. Drama, 1918.
- Sensation. Drama, 1920 (mit Carl von Zeska).
- Opium. Drama, 1920.
- Die Flammenfrau. Roman, 1922.
- Die Gewalt. Roman, 1925.
- Der Atem des Balkans: Vom Leben und Sterben des Balkanmenschen. 1928.
- Neuland Albanien. Reportage, 1931.
- Die Rosenburse. Novellen, 1944.
- Abenteuer in Afrika. Roman, 1937.
- Vier Wochen Bad Ammer. Roman, 1948.
- Das Prantnerhaus. Roman, 1953.
- Der König. Roman, 1954.
- Die Geschichten vom weißen Kadi. Erzählungen, 1961.
- Himmelblaues Wiedersehen. Tiergeschichten, 1966.
- Dschungel. Roman, 1966.

## Hörspiele (Auswahl)
- 1951: Der Bischof vom Bodensee – Regie: Nicht angegeben (ORF Vorarlberg)
- 1953: Herr Jagenbrein hat Glück – Regie: Heinz Hostnig (ORF Vorarlberg)
- 1967: Spanische Romanze – Regie: Ferry Bauer (ORF Oberösterreich)

Quelle: Ö1-Hörspieldatenbank

## Sekundärliteratur
- Hohenlocher, Karl von (1960): F. Wallisch – Mensch und Dichter.
- Eintrag zu Friedrich Wallisch im Austria-Forum (im AEIOU-Österreich-Lexikon)
- Die Fotosammlung des Friedrich Wallisch – Albanien 1931